# Feretia apodanthera
Feretia apodanthera là một loài thực vật có hoa trong họ Thiến thảo. Loài này được Delile mô tả khoa học đầu tiên năm 1843.